# 德·狄维士
德·狄维士（英語：Douglas L. de Vos，1964年—），出生于密歇根州的大急流市，1986年毕业于普渡大学管理系。现任安达高及安利公司总裁，安利创始人理查·狄维士第三子。

## 生平
狄维士曾担任安利公司亚太地区高级副总裁，主管安利在亚洲地区的营运和安利全球的业务及市场工作；以及安利美洲地区高级副总裁兼董事总经理、安利欧洲公司的业务总监以及安利英国公司总经理；另外，还曾任美国直销协会董事会主席，现任世界直销协会联盟的宣教委员会主席和CEO委员会成员。
2002年开始，接任其兄长狄克·狄维士担任安利公司CEO之职。